# Lipany
Lipany (in ungherese Héthárs, in tedesco Siebenlinden, in latino Septemtiliae) è una città della Slovacchia facente parte del distretto di Sabinov, nella regione di Prešov.

## Amministrazione

### Gemellaggi
- Piwniczna-Zdrój
- Muszyna
- Strzyżów
- Fajsławice
- Jasło
- Chust